# Daria (serial animowany)
Daria – amerykański serial animowany nadawany oryginalnie w latach 1997–2002, stworzony przez Glenna Eichlera oraz Susie Lewis Lynn dla MTV. Był spin-offem innej produkcji MTV, Beavis i Butt-head. 
Serial opowiadał o życiu Darii Morgendorffer, uczennicy szkoły średniej, Lawndale High School, oraz jej rodziny.

## Historia powstania
Postać głównej bohaterki serialu, Darii Morgendorffer, pojawiła się po raz pierwszy w serialu Beavis i Butt-head. Po stworzeniu przez pracujących wcześniej nad Beavisem... Eichlera i Lewis odcinka pilotowego pod tytułem Sealed With a Kick telewizja MTV zamówiła pełny, 13-odcinkowy sezon serialu. Eichler i Lewis zostali jego producentami.
Pierwszy odcinek serialu wyemitowano 3 marca 1997, na około 9 miesięcy przed zakończeniem nadawania serialu Beavis i Butt-head. Fabuła pierwszego odcinka, zatytułowanego Esteemsters, przedstawiała przeprowadzkę Darii i jej rodziny do nowego domu w Lawndale.
Serial był emitowany łącznie przez 5 sezonów po 13 odcinków. Dodatkowo stworzono dwa filmy pełnometrażowe. Pierwszy, Is It Fall Yet?, wyemitowano w roku 2000. Drugi, Is It College Yet?, stał się zakończeniem serialu. Wyemitowano go w styczniu 2002.

## Główna bohaterka

### Daria Morgendorffer
Postać pokazana w 65 odcinkach.
Na początku serii Daria jest 16-letnią dziewczyną, niemodnie ubraną i noszącą okulary. Jest wysoce inteligentna i cyniczna. Jej osoba kontrastuje z postacią jej siostry, Quinn, zainteresowanej głównie modą, oraz jej nastawionymi na karierę rodzicami. Przyjaźni się z Jane Lane, artystką i znajomą z klasy w szkole średniej. W wersji angielskiej głos dla postaci podkładała Tracy Grandstaff.

## Rodzina

### Quinn Morgendorffer
Młodsza siostra Darii. Jest materialistką i szkolną pięknością. Jej zainteresowania dotyczą głównie mody oraz randek. Czasem przejawia oznaki inteligencji, ale stara się tego nie robić, żeby nie zostać uznaną za mózgowca (brain). Wiceprzewodnicząca stworzonego przez uczennice szkoły średniej Klubu Mody (Fashion Club). Unika nazywania Darii swoją siostrą, twierdzi że jest jedynaczką i przedstawia ją jako kuzynkę. 
W wersji angielskiej głos dla postaci podkładała Wendy Hoopes.

### Jake Morgendorffer
Postać pokazana w 60 odcinkach.
Jest ojcem Darii. Miał restrykcyjnego ojca, "Wściekłego Psa", z wojskowym charakterem i emocjonalnie odległą matkę, Ruth. Z tego powodu ma częste wahania nastroju i regularnie wspomina z żalem swoje dzieciństwo. Jego kariera jako konsultant biznesowy jest raczej bezowocna. Jake chce być dobrym ojcem i szczerze kocha swoje córki. Często jednak dostaje ataków agresji, podczas których wyładowuje swoje emocje na innych. W przeszłości był hipisem.
W wersji angielskiej głos dla postaci podkładał Julián Rebolledo.

### Helen Morgendorffer
Jest matką Darii i pracoholiczką. Pracuje jako prawnik w pewnej korporacji oraz pełni rolę głowy rodziny. W przeszłości była hipiską i razem z Jakiem mieszkała w obozie hipisów. Po wyrośnięciu z tamtego "świata" poszła do szkoły prawniczej. Jej stosunek do swoich sióstr, Amy i Rity, jest raczej napięty. Czuje się winna z powodu spędzania małej ilości czasu ze swoją rodziną, ale jako prawnik nie może im go więcej poświęcić. Jej główną taktyką rodzicielską jest negocjacja ze swoimi córkami, często połączona z zapłatą pieniężną. Zdarza się jej czasem dobrze doradzić Darii w sprawie przyszłej szkoły lub w sprawach emocjonalnych. 
W wersji angielskiej głos dla postaci podkładała Wendy Hoopes.

## Inni
| Postać                           | Odcinki | Głos w wersji angielskiej |
| -------------------------------- | ------- | ------------------------- |
| Jane Lane                        | 65      | Wendy Hoopes              |
| Prowadzący Smutny, chory świat   | 57      | John Lynn                 |
| Brittany Taylor                  | 51      | Janie Mertz               |
| Kevin Thompson                   | 51      | Marc Thompson             |
| Tiffany Blum-Deckler             | 43      | Ashley Albert             |
| Jodie Abigail Landon             | 36      | Jessica Cydnee Jackson    |
| Trent Lane                       | 31      | Alvaro J. Gonzalez        |
| Stacy Rowe                       | 26      | Sarah Drew                |
| Ms. Angela Li                    | 25      | Nora Laudani              |
| Tom Sloane                       | 21      | Russell Hankin            |
| Charles 'Upchuck' Ruttheimer III | 21      | Geoffrey Arend            |
| Joey                             | 20      | Steven Huppert            |
| Jeffy                            | 20      | Tim Novikoff              |
| Ms. Claire Defoe                 | 4       | Danielle Carin            |

## Emisja w Polsce
- Wizja Jeden – z polskim dubbingiem od 2000[1]
- MTV Polska – na początku z polskimi napisami, później z polskim lektorem[2]
- MTV Classic – na początku z polskimi napisami, później z polskim lektorem[3]